# Аванесов, Александр Михайлович
Алекса́ндр Миха́йлович Аване́сов (1901, д. Дашалты, Шушинский уезд, Елизаветпольская губерния, Российская империя — 16 января 1942, Степанакерт, Нагорно-Карабахская АО, Азербайджанская ССР, СССР) — советский хозяйственный, государственный и партийный деятель.

## Биография
Родился в 1901 году в деревне Карин-Так Шушинского уезда Елизаветпольской губернии Российской империи (ныне деревня Дашалты Шушинского района Республики Азербайджан), в армянской семье ремесленника Михаила Айрапетовича Аванесова и Ольги Васкановны Аристокесовой.
До 1914 года учился в городском училище в г.Шуша. После смерти отца семья переехала в г.Баку к старшему брату, который работал приказчиком у нефтепромышленников. Впоследствии брат погиб в 1921 году в рядах Красной Армии в боях против дашнаков в Зангезуре. В Баку Александр продолжил учебу в армянском 4-х классном училище, которое окончил в 1917 году и поступил в 4-ю мужскую гимназию, которую также окончил на средства брата.
В 1920 году, во время советизации Азербайджана, в возрасте 19 лет, добровольно вступил в ряды Красной Армии, где непрерывно служил в течение 5 лет. В 1921 году проходил службу в должности политрука в г.Решт, в Иране. С 1921 по 1924 год являлся военкомом в 11 Армии (РККА), а также помощником военкома в Отдельном кавалерийском эскадроне Аздивизии. Будучи военнослужащим стал кандидатом на вступление в партию. В ноябре 1924 года был принят в ряды АКП(б). В 1930 году поступил в Социально-экономический институт в городе Баку. В 1933 году вынужден был уйти с последнего курса по причине мобилизации, но, тем не менее, получил специальность «Экономист». С 1924 по 1938 год работал в органах здравоохранения Азербайджана, в том числе с 1936 по 1938 год Директором Аптекоуправления. Также, курировал работу детских домов в АДР. Как результат комплексной борьбы с малолетней преступностью и беспризорностью, к концу 1925 г. в республике было создано 30 детдомов, в которых содержалось 3860 детей, но еще примерно 4500 детей оставались беспризорными, из которых 70% составляли сироты. 
В 1938 году был выдвинут на работу в ЦК КП(б) Азербайджана, в г.Баку,  где работал заместителем, а затем и заведующим совторготдела ЦК КП(б) Азербайджана. Затем там же был переведен на должность заведующего сельскохозяйственным отделом. В 1939 году был избран депутатом в Бакинский городской совет. Год спустя, в ноябре 1940 года, Аванесов А.М. был назначен третьим секретарем ЦК КП(б) Азербайджана и первым секретарем Нагорно-Карабахского обкома партии, который находился в г.Степанакерт (Нагорно-Карабахская автономная область). 
27 апреля 1940 года за успехи в развитии нефтяной промышленности, за достижения в области подъема сельского хозяйства и образцовое выполнение строительства Самур-Дивичинского канала (часть Самур-Апшеронского канала) был награжден орденом «Трудовое Красное Знамя».
Скоропостижно скончался при невыясненных обстоятельствах 16 января 1942 года. Похоронен на Интернациональном кладбище в г.Баку.
После смерти решением КП(б) Азербайджана была выдана единовременная помощь семье в размере 5000 руб., а также, назначена персональная пенсия его близким: матери пожизненную пенсию в 500 рублей; жене и дочери 500 рублей, до момента совершеннолетия последней. Кроме этого квартира в г.Баку, расположенная по ул. Освобожденной Азербайджанки № 245, также оставалась за семьей.

## Награды
- Орден Трудового Красного Знамени (27.04.1940) — «в ознаменование 20-й годовщины освобождения Азербайджана от ига капитализма и установления там советской власти, за успехи в развитии нефтяной промышленности, за достижения в области подъёма сельского хозяйства и образцовое выполнение строительства Самур-Дивичинского канала».

## Семья
- Отец Михаил Айрапетович Аванесов
- Мать Ольга Васкановна Аванесова (ур. Аристокесова)
- Сестра Айко Михайловна Аванесова
- Сестра Вартун Михайловна Аванесова
- Сестра Сиран Михайловна Аванесова
- жена Галина (Гоар) Аслановна Аванесова
- дочь Светлана Александровна Аванесова